# Karl Auner
Karl Borromäus Auner, uneori Carol Auner, (n. 18 octombrie 1865, Viena – d. 30 decembrie 1932, București) a fost un prelat romano-catolic, canonic al Catedralei „Sf. Iosif” din București, apoi vicar general al Diecezei de Iași (1924-1927), autor al unor monografii și studii istorice.

## Originea
Tatăl său a fost croitorul Johann Nepomuk Auner, născut în anul 1837 la Sibiu, apoi stabilit la Viena. Mama sa a fost Franziska Weidmann, născută în Steyr, Austria Superioară. După moartea mamei, fapt survenit în anul 1870 la Viena, familia Auner a emigrat în Regatul României, unde trăiau părinții și frații lui Johann Auner.
Karl Auner a urmat clasele gimnaziale la Școala Catolică din București, Calea Călărașilor nr. 11 (clădirea „Tomis”).

## Publicații
- „Die Autonomie der katholischen Kirche Ungarns”, în: Historisch-politische Blätter für das katholische Deutschland, vol. 124, München, 1899, pp. 505–516;
- „Geschichte der bukarester Baratzie” [Istoria Bărăției din București], București, 1904 (tradusă în: Pro Memoria, nr. 4, București, 2006);
- „Predicat-a un apostol în România?”, în: Revista catolică (1911);
- „Martirii dobrogeni”, în: Revista catolică (1912);
- „Episcopia Milcoviei”, în: Revista catolică (1912);
- „Episcopia catolică a Severinului”, în: Revista catolică (1913);
- „Episcopia catolică a Argeșului”, în: Revista catolică (1914);
- „Episcopia de Baia”, în: Revista Catolică, (1915).